# Les Champs-Géraux
Les Champs-Géraux è un comune francese di 1 049 abitanti situato nel dipartimento delle Côtes-d'Armor nella regione della Bretagna.

## Società

### Evoluzione demografica
Abitanti censiti